# Cardan (Gironda)
Cardan es una población y comuna francesa, situada en la región de Aquitania, departamento de Gironda, en el distrito de Burdeos y cantón de Cadillac. Produce vino de la AOC Cadillac.

## Demografía
| 255 | 296 | 285 | 339 | 369 | 373 |
| Para los censos de 1962 a 1999 la población legal corresponde a la población sin duplicidades (Fuente: INSEE [Consultar]) |     |     |     |     |     |